# Домбровиця (Свентокшиське воєводство)
Домбровиця (пол. Dąbrowica) — село в Польщі, у гміні Слупія Єнджейовського повіту Свентокшиського воєводства.
Населення — 176 осіб (2011).

## Демографія
Демографічна структура на день 31 березня 2011 року:
|          | Загалом | Допрацездатний вік | Працездатний вік | Постпрацездатний вік |
| -------- | ------- | ------------------ | ---------------- | -------------------- |
| Чоловіки | 93      | 17                 | 62               | 14                   |
| Жінки    | 83      | 20                 | 40               | 23                   |
| Разом    | 176     | 37                 | 102              | 37                   |